# 286. Sicherungs-Division (Wehrmacht)
Die 286. Sicherungs-Division war ein deutscher Großverband, der als Infanteriedivision des Heeres im Zweiten Weltkrieg durch den Wehrkreis VIII aufgestellt wurde. Sie war mehrfach an Kriegsverbrechen beteiligt.

## Geschichte

### Aufstellung
Die Division wurde am 15. März 1941 aufbauend zu einem Drittel aus Abgaben der Ende August 1939 aufgestellten 213. Infanterie-Division und weiteren Truppenteilen durch den Wehrkreis VIII gebildet. Hierbei wurden folgende Einheiten der Division unterstellt:
- verstärktes Infanterie-Regiment 354 (Liegnitz)
- Landesschützen-Regiment-Stab 61
- II./Artillerie-Regiment 213 (mit 3 Batterien)
- Wach-Bataillon 704
- Divisionseinheiten 354

Für die Aufstellung verblieb der Verband bis Mai 1941 im Wehrkreis und verlegte mit Beginn des Unternehmen Barbarossa in die Sowjetunion.

### Unternehmen Barbarossa
Bei Beginn des Angriffs am 22. Juni 1941 bildet die Division eine Reserve der 4. Armee bei der Heeresgruppe Mitte. Bis zum Juli stand die Division im Großraum Bialystok.
Hierzu wurde der Division das Polizei-Bataillon 317 der Ordnungspolizei als ergänzender Verband zugeteilt.

#### Rückwärtiges Heeresgebiet Raum Orscha
Im August 1941 wurde der Verband dem „Kommandierenden General der Sicherungstruppen und Befehlshaber im Heeresgebiet Mitte“ der Heeresgruppe Mitte unterstellt. Den Fronttruppen folgend, war die Division ca. 600 Kilometer weit nach Osten in den Großraum Orscha marschiert.

#### Raum Orscha
Die Division wurde in den folgenden Kriegsjahren bis Juli 1944 im Bereich dieser weißrussischen Stadt Orscha eingesetzt. Dort befand sich auch das Hauptquartier des Verbands, der nun für Sicherungsaufgaben bis November 1943 im Rückwärtigen Heeresgebiet Russland-Mitte eingesetzt wurde.
Zwischen Anfang August 1941 und Ende Dezember 1941 hatte die Division über 800 sogenannte Feindtote, über 400 „Erledigte“, fast 9000 gefangen genommene Rotarmisten und über 3000 weitere Gefangene gemeldet.
Im Dezember wurde die am 1. Dezember aus der Feldnachrichten-Kommandantur 41 gebildete Nachrichten-Abteilung 825 in die Division eingegliedert. 
Am 10. Dezember 1941 erhielt der Verband zudem die Reiter-Hundertschaft 286, die später in Ost-Reiter-Schwadron 286 umbenannt wurde. 

#### Umgliederung 1942
Im Februar 1942 wurde das verstärkte Infanterie-Regiment 354 an die 403. Sicherungs-Division bei der Heeresgruppe Süd abgegeben, wofür das Landesschützen-Regiment 122 aus dem Westen zur Division kam.
Es folgte eine Umgliederung der Landesschützen-Regimenter zu Sicherungs-Regimentern, wodurch sich folgende Gliederung ergab:
- Sicherungs-Regiment 61
- Sicherungs-Regiment 122
- III./Polizei-Regiment 8 (aus dem Polizei-Bataillon 134)

Im August 1942 waren weitere Regimenter der Division unterstellt:
- Sicherungs-Regiment 2 (Radf.)
- Sicherungs-Regiment 36
- Sicherungs-Regiment 183

#### Operation Waldwinter
Von Januar 1943 bis März 1943 war die Division bei einer Aktion (Operation Waldwinter) im Raum nördlich Witebsk und Polozk eingesetzt. Die Aufgabe der Division bestand in der Erfassung der landwirtschaftlichen Produkte in dem Raum. 2041 Zwangsarbeiter, 670 Tonnen unterschiedlichster Güter, über 100000 Tagesportionen Fleisch und Gemüse und 8000 Stück Vieh wurden durch die Deutschen gestohlen, wobei über 1600 Weißrussen starben. Am Ende der Aktion waren über 11800 Menschen getötet und über 9800 in die Zwangsarbeit deportiert worden.

#### Neuunterstellungen 1943
Im Februar 1943 erfolgten weitere Unterstellungen u. a.:
- Grenadier-Regiment 931
- Kommandant der Osttruppen 700

#### Unternehmen Cottbus
Im Mai 1943 war die Division Bestandteil der Kampfgruppe von Gottberg und war für die Ermordung von ca. 10.000 bis 20.000 Personen, u. a. als Unternehmen Cottbus bekannt, mitverantwortlich. Der Historiker Dieter Pohl konstatiert, dass zwar in erster Linie die eingesetzten SS-Truppen, aber auch die 286. Sicherungs-Division bei diesem „Unternehmen Cottbus“ mit großer Brutalität vorgingen. Die Division wurde im Bereich Lepel gegen Partisaneneinheiten später zum Ende des Jahres 1943 zusammen mit der Brigade Kaminski, eingesetzt.

#### Reserve 4. Armee
Der Kriegsverlauf führte ab November 1943 bis Juni 1944 zu einer erneuten direkten Unterstellung als Reserve der 4. Armee, wobei der Verband weiterhin im Raum Orscha verblieb.
Im Februar 1944 wurden weitere Einheiten unterstellt:
- französisches Infanterie-Regiment 638
- Sicherungs-Regiment 44
- Sicherungs-Regiment 78
- Regiment z. b. V. 631
- Regiment z. b. V. 632
- Grenadier-Regiment 931 (welches jedoch von der 4. Armee eingesetzt wurde)

#### Fester Platz Orscha
Im Bereich der Heeresgruppe Mitte waren einige Städte am 8. März 1944 von Hitler persönlich als „feste Plätze“ definiert worden, hierzu gehörte auch Orscha. Dies führte in den folgenden Monaten zu Schanzarbeiten, für welche in diesen Städten teilweise die örtliche Bevölkerung zur Zwangsarbeit herangezogen wurde.

#### Operation Bagration – Vernichtung
Während der sowjetischen Operation Bagration griffen Einheiten der sowjetischen 11. Garde-Armee, der 5. Garde-Panzer-Armee und der 31. Armee im Großraum Orscha an. 
Den Anfang machte ein Vorstoß der 11. Garde-Armee am 23. Juni, der noch abgewehrt werden konnte. Am 25. Juni gelangen Durchbrüche und ein deutscher Gegenstoß misslang, woraufhin Orscha ab dem 26. Juni von den deutschen Kräften geräumt wurde. Die nicht motorisierte  286. Sicherungs-Division konnte  im Raum Orscha dem Angriff der konzentrierten motorisierten sowjetischen Kräfte nicht ausweichen und die Truppen der Division wurden in den folgenden Tagen praktisch völlig zerschlagen, sodass die Division im Juli 1944 mit dem Vermerk „Verbleib unbekannt“ geführt wurde.

### Wiederaufstellung
Reste der Division gelangten in den Raum Osowiec-Twierdza am oberen Narew. Hier sollte die Division erneut unter Nutzung von Sicherungstruppen der 4. Armee aufgestellt werden. 

#### Heeresgruppe Mitte 1944
Von August 1944 bis Oktober 1944 war die Division beim VI. Armeekorps der 4. Armee und kam im November des gleichen Jahres in der Heeresgruppe Mitte zum XXVII. Armeekorps.

### Auflösung durch Umgliederung in Infanterie-Division
Am 17. Dezember 1944 wurde die Division in die 286. Infanterie-Division umgegliedert, wobei die beiden ursprünglichen Sicherungs-Regimenter bereits aufgelöst waren.

## Kriegsverbrechen
Die Division wurde selten als geschlossener Verband, sondern meistens regiments- oder gruppenweise eingesetzt. Unter „Sicherungsaufgaben“ wurde damals die Bekämpfung von Partisanen in besetzten Gebieten verstanden; die Verbände wurden aber ebenso zur Unterstützung der mit der Vernichtung der weißrussischen Juden beauftragten Verbände der SS herangezogen. Daher waren Angehörige von Sicherungs-Divisionen häufig an Kriegsverbrechen der Wehrmacht in der Sowjetunion beteiligt.
Bereits ab August 1941 hatte die Division, wie auch die 221. Sicherungs-Division, damit begonnen, zum Teil unter dem Vorwand der „Vergeltung“ kleine Gruppen der jüdischen Landbevölkerung umzubringen. Dazu wurden Razzien und sogenannte „Judenjagden“ durchgeführt. Auch das Infanterie-Regiment 354 war wohl an solchen beteiligt.
Im Rahmen des Minsker Prozesses 1946 wurde Divisionskommandeur Johann-Georg Richert wegen Kriegsverbrechen der Division in Weißrussland zum Tode verurteilt und hingerichtet.

## Kommandeure
- Generalleutnant Kurt Müller: März 1941 bis Juni 1942
- Generalmajor/Generalleutnant Johann-Georg Richert: Juni 1942 bis März 1943
- Generalmajor Hans Oschmann: November 1943 bis August 1944
- Generalleutnant Friedrich-Georg Eberhardt: August 1944 bis Dezember 1944, vormals Kommandeur der 174. Reserve-Division

## Bekannte Divisionsangehörige
- Generalmajor Rudolf Bächer als Kommandeur des Artillerie-Regiments 213 von März 1941 bis August 1941
- Oberst Heinrich Scherhorn: im Stab der Division und später als Kommandeur des Sicherungs-Regiments 36 (Mitte 1942 bis Anfang 1943 der Division unterstellt, dann zur 221. Sicherungs-Division) eingesetzt, kam im Juni 1944 in sowjetische Kriegsgefangenschaft